# Stelis phil-jesupii
Stelis phil-jesupii är en orkidéart som beskrevs av Carlyle August Luer. Stelis phil-jesupii ingår i släktet Stelis och familjen orkidéer. Inga underarter finns listade i Catalogue of Life.